# Affinity Petcare
Affinity Petcare es una multinacional de alimentos para perros y gatos. Es la sexta mayor compañía a nivel mundial en la industria de la comida para mascotas. Sus principales marcas son Ultima, Advance, Brekkies y Libra.

## Orígenes
Affinity fue fundada en 1963 como una joint venture entre Agrolimen y Ralston Purina bajo el nombre Gallina Blanca Purina.
En el año 2002, después de la absorción de Ralston Purina por Nestlé y la compra de Royal Canin por Mars, Agrolimen adquirió la totalidad de Gallina Blanca Purina así como otros negocios y marcas en Europa.
Al final de 2002, Gallina Blanca Purina cambió su nombre por el de Affinity Petcare.

## Presencia Internacional
Affinity tiene en la actualidad presencia en más de 20 países y fábricas en España y Francia.
En 2013 Affinity anunció una joint-venture con Mogiana Alimentos, una compañía brasileña de comida para mascotas.

## Fundación Affinity
En 1987, Affinity Petcare promocionó la creación de la Fundación Affinity, una organización sin ánimo de lucro con el objetivo de «promocionar el rol de las mascotas en la sociedad».